# Calycolpus calophyllus
Calycolpus calophyllus là một loài thực vật có hoa trong Họ Đào kim nương. Loài này được (Kunth) O.Berg mô tả khoa học đầu tiên năm 1857.